# Working Class Hero
Pistes de John Lennon/Plastic Ono Band
I Found Out Isolation
Working Class Hero est une chanson engagée de John Lennon, parue sur son premier album solo, John Lennon/Plastic Ono Band, en 1970.

## Signification
Considérée comme l'une des chansons les plus cinglantes et ouvertement politiques de John Lennon, Working Class Hero explore les thèmes de l'aliénation et du statut social, de l'enfance à l'âge adulte. Cette chanson exprime le ressentiment de Lennon vis-à-vis des idéologies qui manipulent les masses. Elle dénonce, entre autres, la société de consommation.
Elle a été très controversée, car elle fut l'une des premières chansons populaires à contenir le mot « fucking » (deux fois). Contrairement à l'édition originale US, certaines éditions dont celle australienne voyaient le texte imprimé sur la pochette intérieure de l'album contenir des astérisques en remplacement des mots « obscènes » ; les notes de bas de page indiquaient qu'ils avaient été censurés sur la requête de la maison de disques EMI. En Australie, on écoutait la chanson sans ces mots. 
« Keep you doped with religion and sex and TV,
And you think you're so clever and classless and free,
But you're still fucking peasants as far as I can see. »
La chanson renvoie au style folk et engagé de Bob Dylan des premiers albums tel que The Freewheelin' Bob Dylan (1963) ou The Times They Are a-Changin' (1964), tant au niveau des paroles que de la musique.
On peut imaginer que c’est ce genre de chansons qui décida le FBI à monter un dossier sur l’ex-Beatle devenu activiste politique.

## Reprises
Il existe plusieurs reprises de Working Class Hero, notamment :
- 1979 : Marianne Faithfull sur l'album Broken English
- 1989 :
  - David Bowie avec Tin Machine sur leur premier album
  - The Alarm sur l'EP A New South Wales
- 1995 : Screaming Trees sur Working Class Hero - A Tribute To John Lennon
- 1998 : Roger Taylor sur l'album Electric Fire
- 1999 : Noir Désir sur l'album Liberté de circulation
- 2000 : Marilyn Manson
- 2005 : Ozzy Osbourne sur l'album Under Cover
- 2006 : The Academy Is... sur l'album From the Carpet
- 2007 : Green Day sur la compilation Instant Karma: The Campaign to Save Darfur
- 2010 : Damien Saez sur la tournée J'accuse
- 2011 : Blue Djinns sur l'album Tribute to John Lennon
- 2018 : Eagle-Eye Cherry dans l'émission Taratata[4]